# Gloria’s Children
Gloria’s Children waren eine deutsche Band, die 1978 das im Tonstudio Biber aufgenommene Album Schatten veröffentlichten. Die sechsköpfige Band spielte deutschsprachige Stücke.